# Позднеево
Поздне́ево — деревня в Томском районе Томской области. Входит в состав Зональненского сельского поселения. 
Позднеево расположено чуть в стороне от трассы Богашёвский тракт. Транспортная связь деревни с Томском осуществляется автобусным маршрутом № 27.
Ближайшая к деревне школа расположена в центре сельского поселения — в Зональной Станции.
| 2002 | 2009 | 2010 | 2011 | 2012 | 2013 | 2014 |
| ---- | ---- | ---- | ---- | ---- | ---- | ---- |
| 114  | ↗127 | ↗131 | ↗133 | ↗136 | →136 | ↗144 |
| 2015 | 2021 |      |      |      |      |      |
| ↘136 | ↗145 |      |      |      |      |      |